# Sphaerostephanos isomorphus
Sphaerostephanos isomorphus är en kärrbräkenväxtart som beskrevs av Holtt. Sphaerostephanos isomorphus ingår i släktet Sphaerostephanos och familjen Thelypteridaceae. Inga underarter finns listade.